# Pickleball
Pickleball é um esporte de raquete ou remo em que dois (simples) ou quatro (duplas) jogadores acertam uma bola de plástico perfurada e oca com raquetes sobre uma rede de 34 polegadas (0,86 m) até que um dos lados não consiga devolver a bola ou cometa uma infração. O Pickleball é jogado em ambientes fechados ou ao ar livre. Foi inventado em 1965 como um jogo infantil de quintal nos Estados Unidos, na Ilha Bainbridge, no estado de Washington. Em 2022, o pickleball foi eleito o esporte oficial do estado de Washington. 

## Etimologia
O jogo foi criado em 1965 em Bainbridge Island, Washington, na casa de verão de Joel Pritchard, que mais tarde serviu no Congresso dos Estados Unidos e como vice-governador de Washington.  Pritchard e dois de seus amigos, Barney McCallum e Bill Bell, são responsáveis pela criação do jogo e pelo estabelecimento das regras.
De acordo com Joan Pritchard, esposa de Joel Pritchard, "O nome do jogo passou a ser Pickle Ball depois que eu disse que me lembrava do barco de picles no remo, onde os remadores eram escolhidos entre as sobras de outros barcos."  Outras fontes afirmam que o nome "pickleball" foi derivado do nome do cachorro da família dos Pritchards, Pickles.  Os Pritchards afirmaram que o cachorro apareceu depois que o jogo já tinha o nome, e foi o cachorro que recebeu o nome do jogo de pickleball.  Eles disseram que a confusão surgiu quando um repórter que entrevistou os Pritchards no início dos anos 1970 decidiu que seria mais fácil para os leitores se relacionarem com o cachorro do que com um barco de picles. 

## Quadra e equipamentos

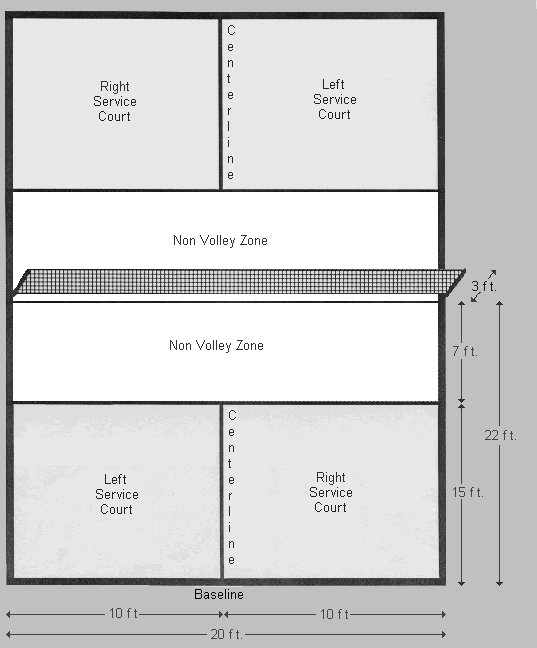
Dimensões de uma quadra de pickleball

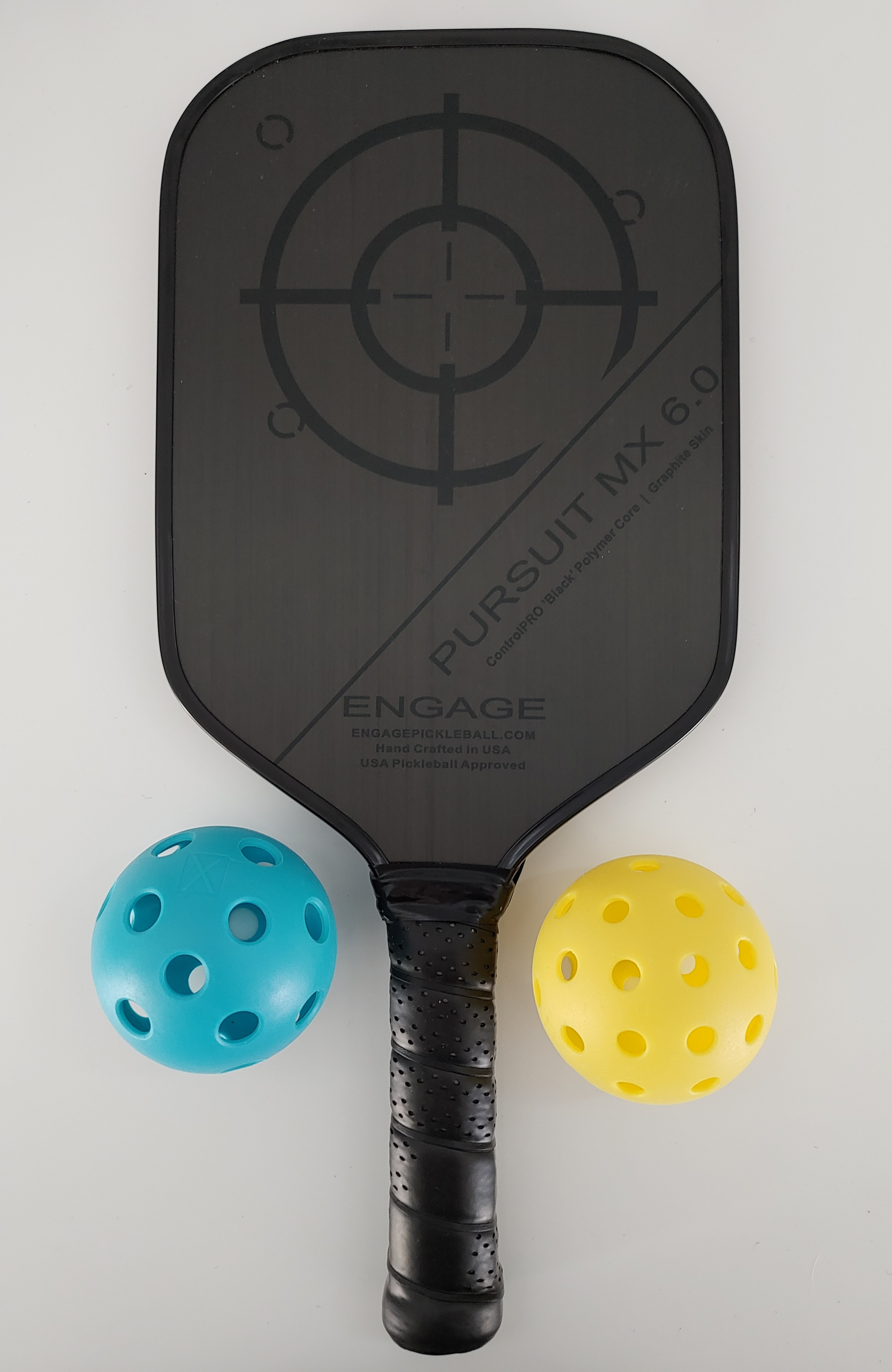
Uma raquete de pickleball com uma pickleball de 26 buracos (esquerda) e uma pickleball de 40 buracos (direita)

### Quadra
O tamanho regulamentar da quadra é de 20 pés (6,1 m) por 44 pés (13 m) tanto para duplas quanto para simples, do mesmo tamanho de uma quadra de badminton de duplas. Uma linha a dois metros da rede é a linha sem voleio. A vinte e dois pés da rede, a linha de base marca o limite externo da área de jogo. A área delimitada pela linha de não-vôlei, pelas linhas laterais e pela rede, incluindo as linhas, é conhecida como zona de não-vôlei ou "cozinha". A área entre a linha de não voleio e a linha de base é a quadra de serviço. Uma linha central divide a quadra de serviço em lados esquerdo e direito.  Os torneios e jogos regulamentados são geralmente disputados em uma superfície esportiva especializada em poliuretano; no entanto, as quadras são frequentemente instaladas em quadras de concreto, grama sintética e quadras de basquete cobertas. 

## No Brasil
Em Brasília, no ano de 2023, iniciou-se a prática de pickleball na região de administrativa de Brazlândia com o professor José Cristino, também conhecido como cristennis.
Em Goiânia, no ano de 2023, foi realizado a primeira Clinica de Pickleball, com os professores Raul Mendoza, level 1, IPTPA.  Flavio Ronaldo, do Goiânia Tênis Clube,  Claudio Donizete.

Local  Elite Tennis  Academy, Ezio Silva.